# March Air Reserve Base
March Air Reserve Base est une base de l'USAF située dans le comté de Riverside en Californie.

## Histoire

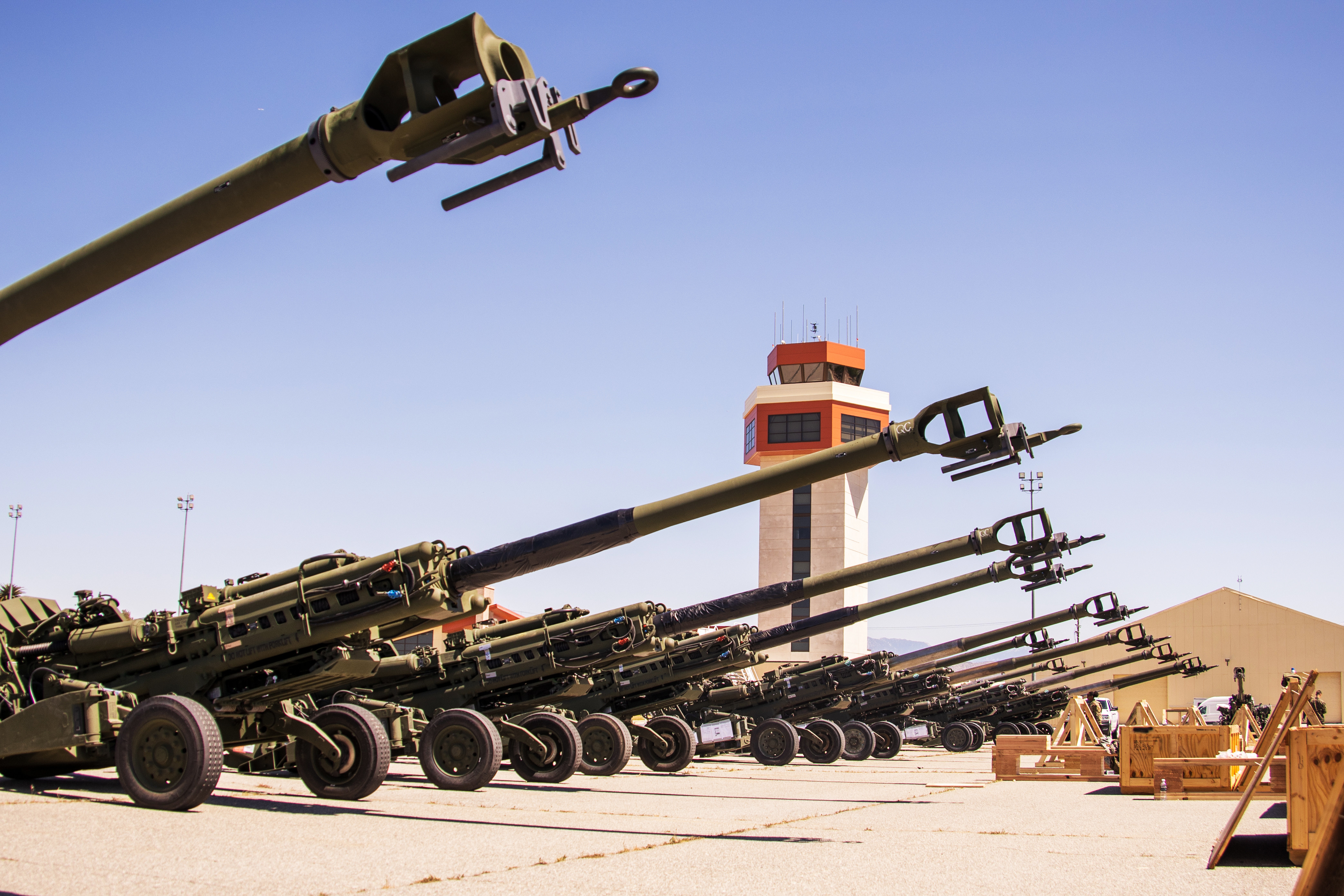
Alignement de Obusier M777 en partance pour l'Ukraine, avril 2022.

La base est ouverte en 1917 comme centre d'entraînement. Le nom vient du lieutenant Peyton C. March décédé dans un accident d'avion au Texas.
Durant la Première Guerre mondiale la base est dirigée par le général George Owen Squier.